# فلمنج د. تشيشاير
فلمنج د. تشيشاير (بالإنجليزية: Fleming D. Cheshire)‏ هو دبلوماسي وشخصية أعمال أمريكي، ولد في 4 مارس 1849، وتوفي في 13 يونيو 1922.